# Sur (brano musicale)

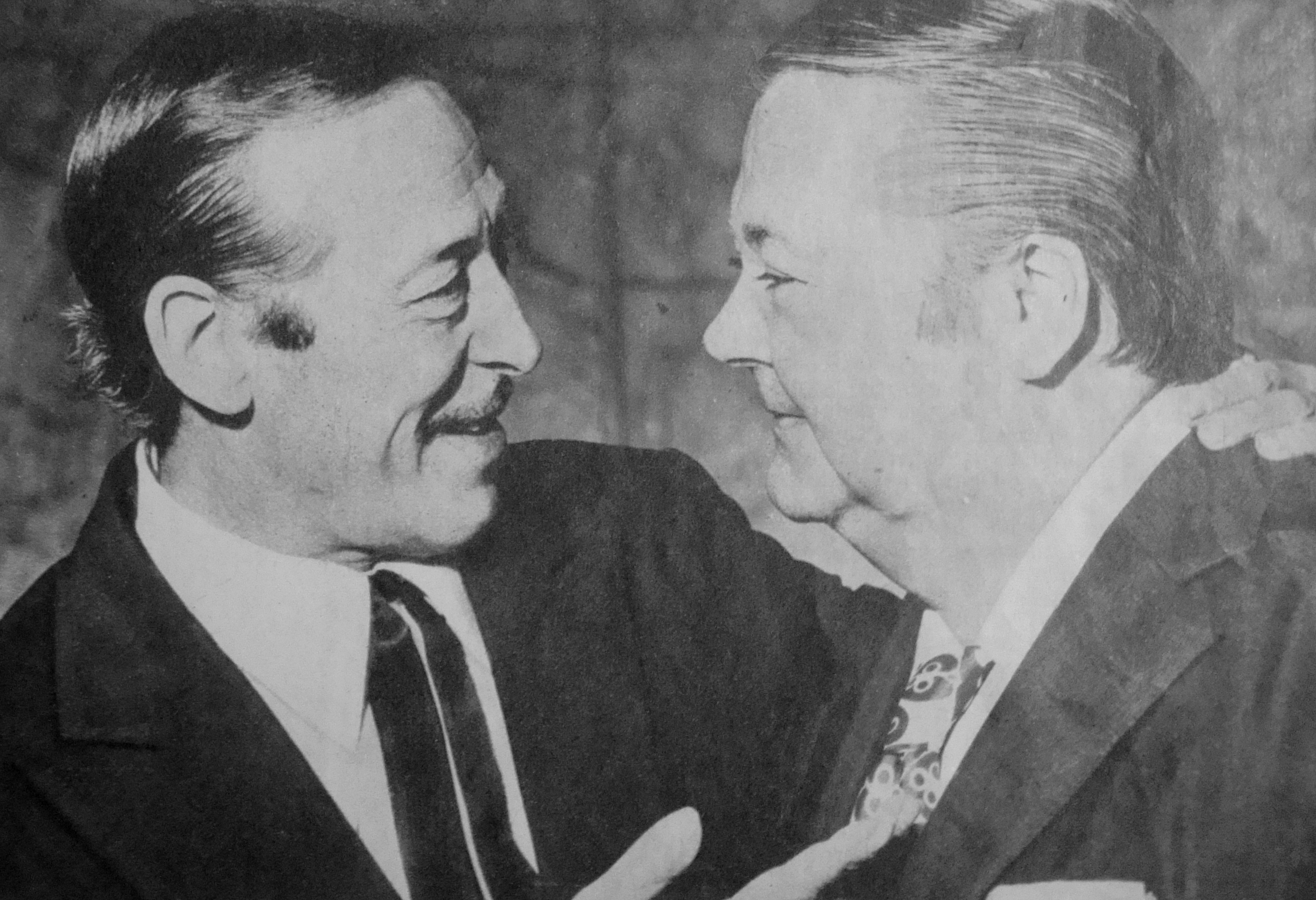
Aníbal Troilo con Roberto Goyeneche, nel 1972

Sur (in italiano: Sud), è il titolo di una famosa canzone di tango argentino scritto dal musicista Aníbal Troilo con testo di Homero Manzi nel 1948. Fu registrato la prima volta a Buenos Aires dall'orchestra di Troilo con la voce di Edmundo Rivero e ristampato nel 1966 nell'LP Troilo - Rivero.

## Testo e significato
Nostalgias de las cosas que han pasado,

arena que la vida se llevó

pesadumbre de barrios que han cambiado

y amargura del sueño que murió

Nostalgia delle cose che sono successe,

sabbia che la vita si portò via

e tristezza di quartieri che sono cambiati

e amarezza del sogno che è morto
(versi di Homero Manzi)
La canzone è l'elegia di un amore perduto, l'io narrante si rivolge alla ragazza in seconda persona. La storia d'amore è ambientata nella zona sud di Buenos Aires, nel testo i riferimenti ai vari barrios sono precisi e circostanziati. Fra questi sono citati: Pompeya e Puente Alsina, Almagro San Juan y Boedo, Parque Patricios. Lo stesso Manzi, nato a Añatuya, nella provincia di Santiago del Estero, arrivato a Buenos Aires all'età di nove anni, aveva vissuto nei posti citati nella canzone. Già nel 1942 nel brano Barrio de tango”, un omaggio a Pompeya, l'autore aveva descritto la città della sua infanzia.
“Sur” fu l’ultimo tango suonato da Troilo, nel teatro Odeon la notte del 17 maggio 1975; la mattina successiva fu colpito da un malore e morì nell'Ospedale italiano di Buenos Aires.

## Altre incisioni
Oltre alla registrazione originale di Rivero, altre versioni degne di nota includono quelle di Roberto Goyeneche, Julio Sosa, Nelly Omar e Andrés Calamaro.
Notevole anche la versione strumentale di Astor Piazzolla. Da citare tra gli interpreti italiani Francesco Guccini inserita nel disco "Canzoni da Osteria".